# San Antonio Nopalera
San Antonio Nopalera är en ort i Mexiko.   Den ligger i kommunen San Juan de los Cués och delstaten Oaxaca, i den sydöstra delen av landet, 270 km sydost om huvudstaden Mexico City. San Antonio Nopalera ligger 2 284 meter över havet och antalet invånare är 260.
Terrängen runt San Antonio Nopalera är bergig söderut, men norrut är den kuperad. San Antonio Nopalera ligger uppe på en höjd. Runt San Antonio Nopalera är det ganska tätbefolkat, med 78 invånare per kvadratkilometer. Närmaste större samhälle är Teotitlán de Flores Magón, 11,6 km nordväst om San Antonio Nopalera. Omgivningarna runt San Antonio Nopalera är en mosaik av jordbruksmark och naturlig växtlighet.